# Kazimierz Antoni Sanguszko
Kazimierz Antoni Sanguszko (ur. 1677, zm. 15 czerwca 1706 w Białej Podlaskiej) – marszałek nadworny litewski od 1702, starosta poduświacki i bolnicki, książę.
Był synem Hieronima i Konstancji z Sapiehów. W 1706 poślubił Bronisławę z Pieniążków. Poseł na sejm 1701–1702. 